# Aphis globosa
Aphis globosa är en insektsart som beskrevs av Pashtshenko 1992. Aphis globosa ingår i släktet Aphis och familjen långrörsbladlöss. Inga underarter finns listade i Catalogue of Life.